# Saint-Aventin

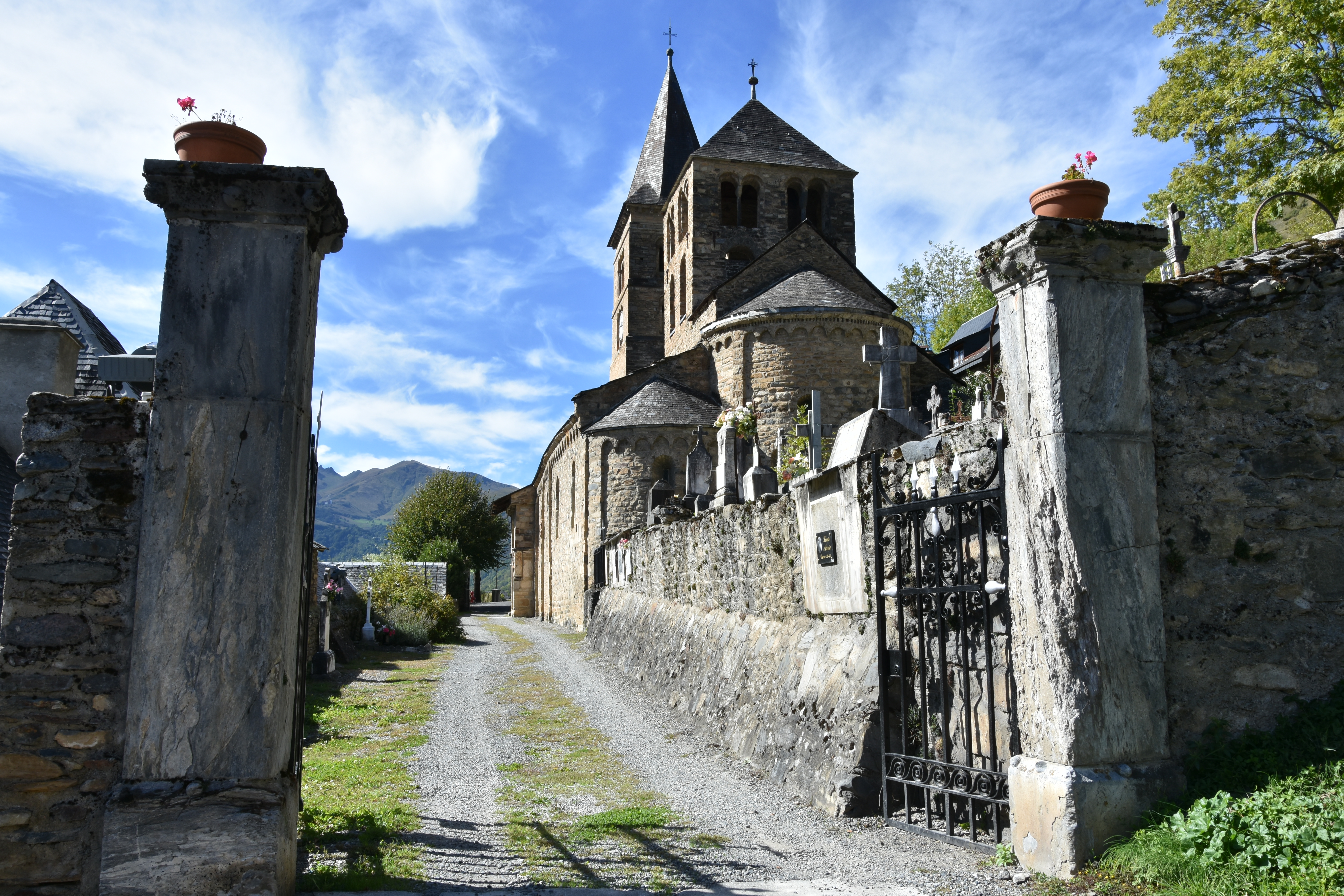
De kerk van Saint-Aventin

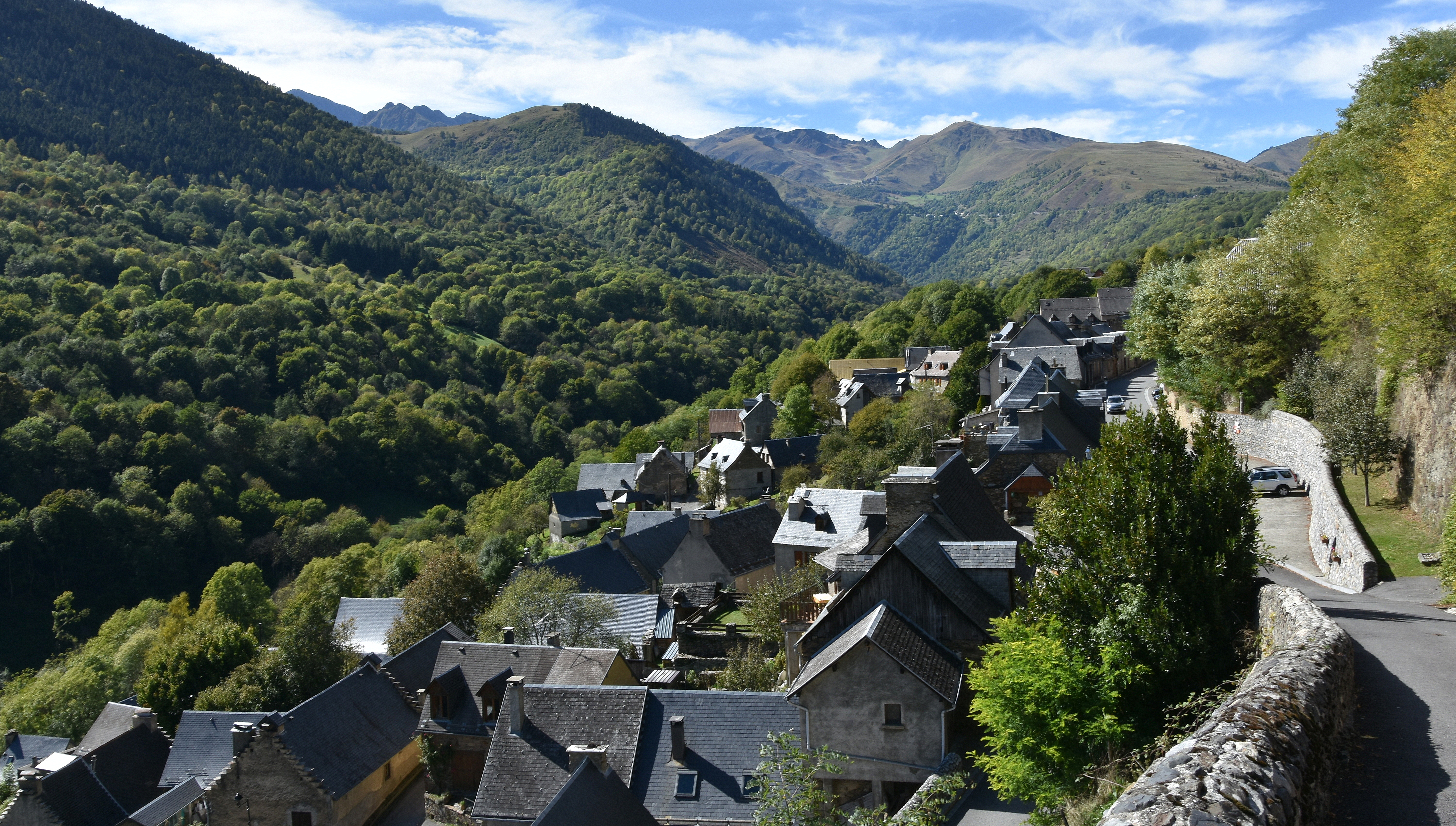
Sint-Aventin in 2019

Saint-Aventin is een gemeente in het Franse departement Haute-Garonne (regio Occitanie) en telt 88 inwoners (2009). De plaats maakt deel uit van het arrondissement Saint-Gaudens.
Op het grondgebied van de gemeente ligt het wintersportgebied Luchon-Superbagnères, dat evenwel vanuit de buurgemeente Bagnères-de-Luchon toegankelijk is.

## Geografie
De oppervlakte van Saint-Aventin bedraagt 16,3 km², de bevolkingsdichtheid is dus 5,4 inwoners per km².
De onderstaande kaart toont de ligging van Saint-Aventin met de belangrijkste infrastructuur en aangrenzende gemeenten.

## Demografie
Onderstaande figuur toont het verloop van het inwonertal (bron: INSEE-tellingen).

## Bezienswaardigheden
- Église Saint-Aventin-de-Larboust de Saint-Aventin
- Col de Peyresourde